# Derriere Fort/Old Victoria Road
Derriere Fort/Old Victoria Road es una localidad de Santa Lucía, que forma parte del distrito de Castries.